# 伊藤祐洋
伊藤 次郎左衞門祐洋（いとう じろざえもんすけひろ、1932年（昭和7年）7月28日 - 2018年（平成30年）7月2日 ）は、松坂屋創業家17代目当主。出生名は、伊藤 洋太郎。

## 来歴・人物
16代目伊藤次郎左衞門祐茲の長男として、愛知県名古屋市に生まれる。母・静子は侯爵佐竹義生令嬢。
1955年、慶應義塾大学法学部政治学科卒業後、阪急百貨店入社。
1958年2月、松坂屋に転じ、1961年10月に取締役に選任され、常務、専務を経て、1968年9月に副社長となる。この間、1967年1月から名古屋青年会議所の理事長を1期（1年間）務めた。
1980年5月、16代目は任期半ばの弟・伊藤鈴三郎に辞任を迫り、長男・洋太郎を社長の座に据える。この社長交代劇は、伊藤家の「宮廷革命］と呼ばれた。
1984年12月、16代目が死去し、会長が空席になると、翌年1月に副社長だった鈴木正雄が会長に就任した。社長の洋太郎にこの昇格人事案は直前まで知らされておらず、洋太郎は異を唱えたが、役員会の賛成多数で押し切られ、4月22日開催の臨時取締役会で、社長を解任して会長にし、鈴木が社長に就任する議案が決議された。これに対し洋太郎は社長室に籠城し、決議無効を主張したという。さらに洋太郎の会長就任と同時に、弟の伊藤千次郎・武三郎も松坂屋の取締役を退任させられた。
洋太郎は失地回復のために、17代目伊藤次郎左衞門祐洋を襲名したが、「時すでに遅し」だった。1991年5月、鈴木が社長を譲り会長になると17代目は、名誉会長という名ばかりの役職に祭り上げられた。
2018年7月2日、名古屋市の病院で病気により死去。85歳没。

## 親族
17代目の長男・伊藤哲也は、松坂屋への入社を希望したが、松坂屋の経営陣は「役職員の師弟は入社禁止」として、これを拒否した。未来の18代目となるべき哲也は、三越への就職を余儀なくされたという。